# Ana Richa
Ana María Richa Medeiros (nacida el 3 de diciembre de 1966 en Río de Janeiro) es una jugadora de voleibol de playa ya retirada de Brasil, que ganó la medalla de bronce en el equipo de competición de las mujeres de la playa en los juegos Panamericanos de 2003 en Santo Domingo, República Dominicana, asociada a Larissa França.
En la década de 1980 fue dos veces miembro del equipo interior nacional de mujeres de Brasil, que compitió en los juegos olímpicos de 1984 (Los Ángeles, California) y los Juegos Olímpicos de Seúl 1988 (Seúl, Corea del Sur).